# ルイス・ドス・ヘイス・ゴンサルベス
ルイス・ドス・ヘイス・ゴンサルベス（Luis Dos Reis Goncalves、1962年2月1日 - ）はブラジル出身のサッカー選手、指導者。登録名はヘイス。

## 来歴
SEパルメイラスのコーチなどを歴任、2001年にヴァンフォーレ甲府の監督を務めた。チーム存続問題に揺れる中、成績は前年度より向上させたものの最下位脱出は果たせなかった。

## 監督成績
| 年度 | チーム             | リーグ | 試合数 | 勝利 | 敗戦 | 引分 | 勝ち点 | 順位 |
| ---- | ------------------ | ------ | ------ | ---- | ---- | ---- | ------ | ---- |
| 2001 | ヴァンフォーレ甲府 | J2     | 44     | 8    | 34   | 2    | 25     | 12位 |